# 58417 Belzoni
58417 Belzoni è un asteroide della fascia principale. Scoperto nel 1996, presenta un'orbita caratterizzata da un semiasse maggiore pari a 2,1803069 UA e da un'eccentricità di 0,0420775, inclinata di 1,70780° rispetto all'eclittica.